# Ordre du Faucon pourpre
L’ordre du Faucon pourpre, ou ordre du Faucon violet (en hangeul 서봉장 (ou 자응장?) ; en hanja 紫鷹章) est un ordre de l'empire de Corée, il a été créé par l'empereur Kojong par le décret impérial no 13 du 17 avril 1900. Il est attribué en reconnaissance de grands services militaires. C'est un ordre militaire, composé de 8 classes.
L'ordre coréen correspond à l'ordre japonais du Milan d'or.

## Histoire

### Création
Le décret impérial de l'empereur Kojong no 13 du 17 avril 1900 fonde l'ordre du Faucon pourpre,, lors du 6e anniversaire de l'indépendance coréenne.

### Symbole
Le faucon est utilisé comme un symbole, il est considéré comme le plus agile des oiseaux, qui excelle dans avec ses capacités de vol. Le faucon violet est un symbole de bonne foi et de loyauté.

### Autres
Il est le pendant coréen de l'ordre japonais du Milan d'or,.
Cet ordre s'est éteint en 1910 avec l'annexion de la Corée par le Japon.

## Nomination
Cet ordre est décerné en reconnaissance de grands services militaires,.
Cet ordre peut conférer aux récipiendaires une rente de 100 à 1500 won.

## Ordre de préséance
L'ordre du Faucon pourpre est inférieur a l'ordre du Phénix auspicieux

## Récipiendaires
L'ordre est attribué en reconnaissance de grands services militaires,,.

## Grades
L'ordre est composé de 8 classes,.

## Apparence

### 1ère classe

#### Médaille suspendue
Cette médaille est composée de rayons dorée émaillé, surmonté d'un faucon violet avec des ailes déployées. Au centre, il y a un taeguk émaillé bleu et rouge, entouré d'une ronde de feuilles vertes émaillées, avec des fleurs d'hibiscus.

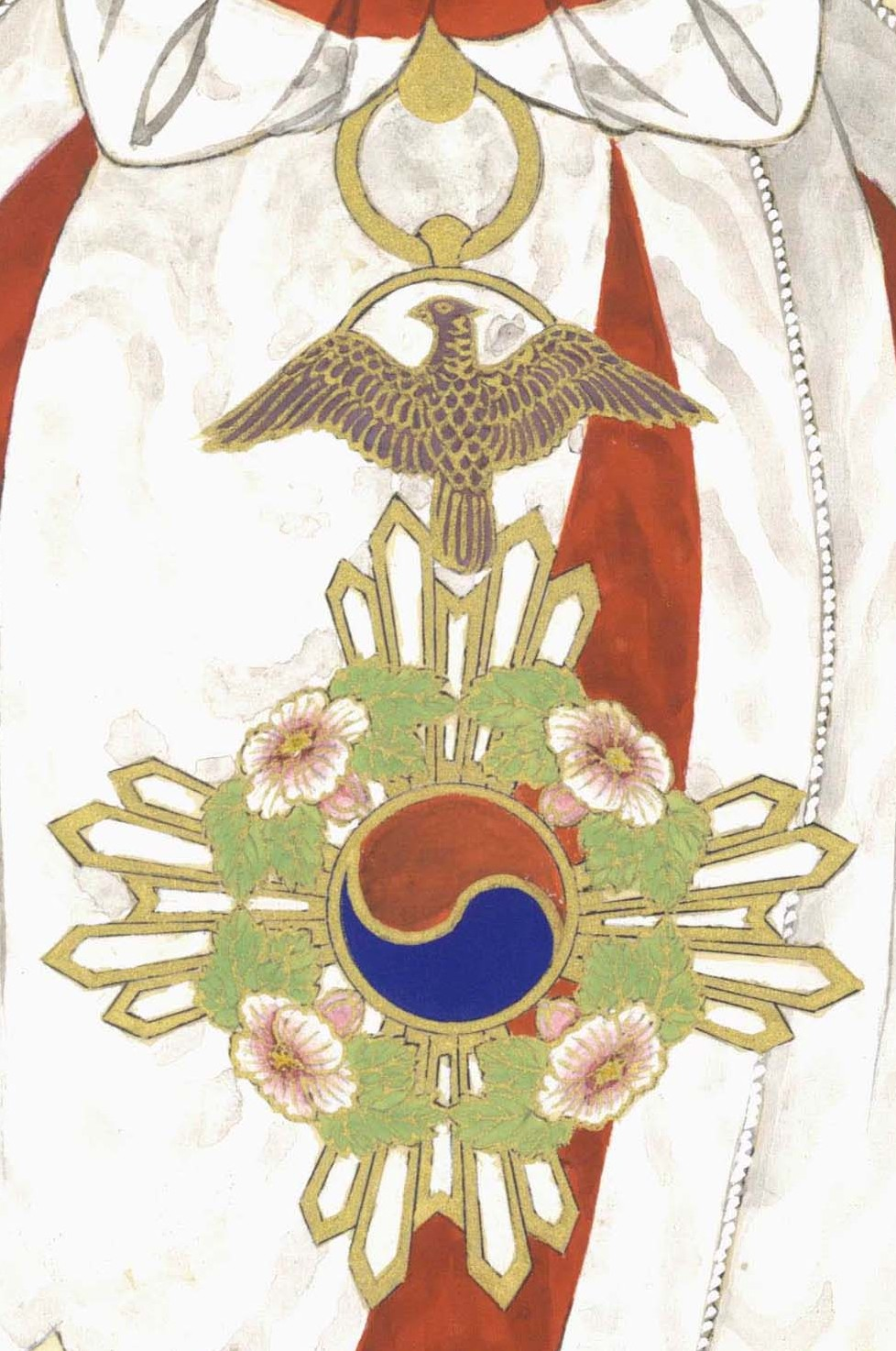
Médaille suspendue de l'ordre, 1ère classe
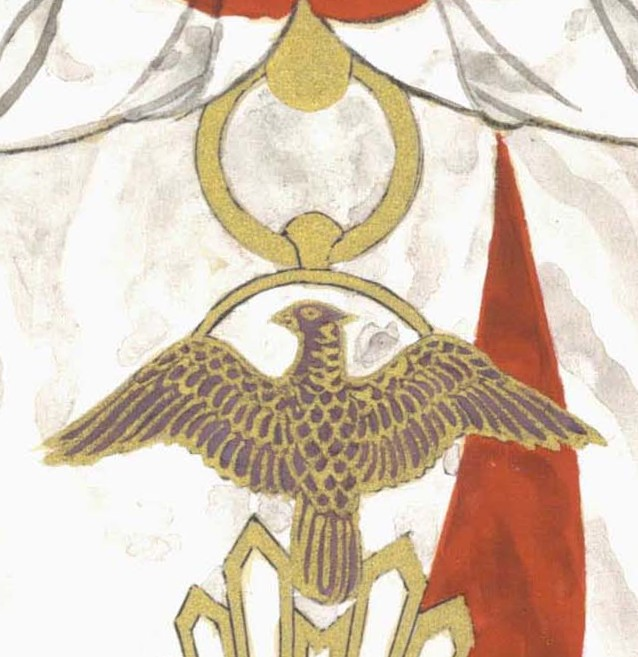
Suspension de la médaille pendante 1re classe, avers
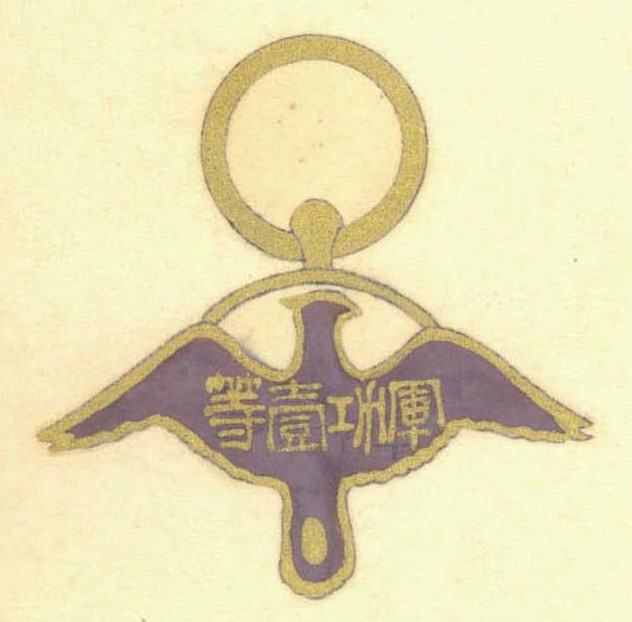
Suspension de la médaille pendante 1re classe, revers
Ruban de décoration de l'ordre

#### Écharpe
Le ruban est blanc avec deux bandes blanches. Elle se porte par l'épaule à gauche.

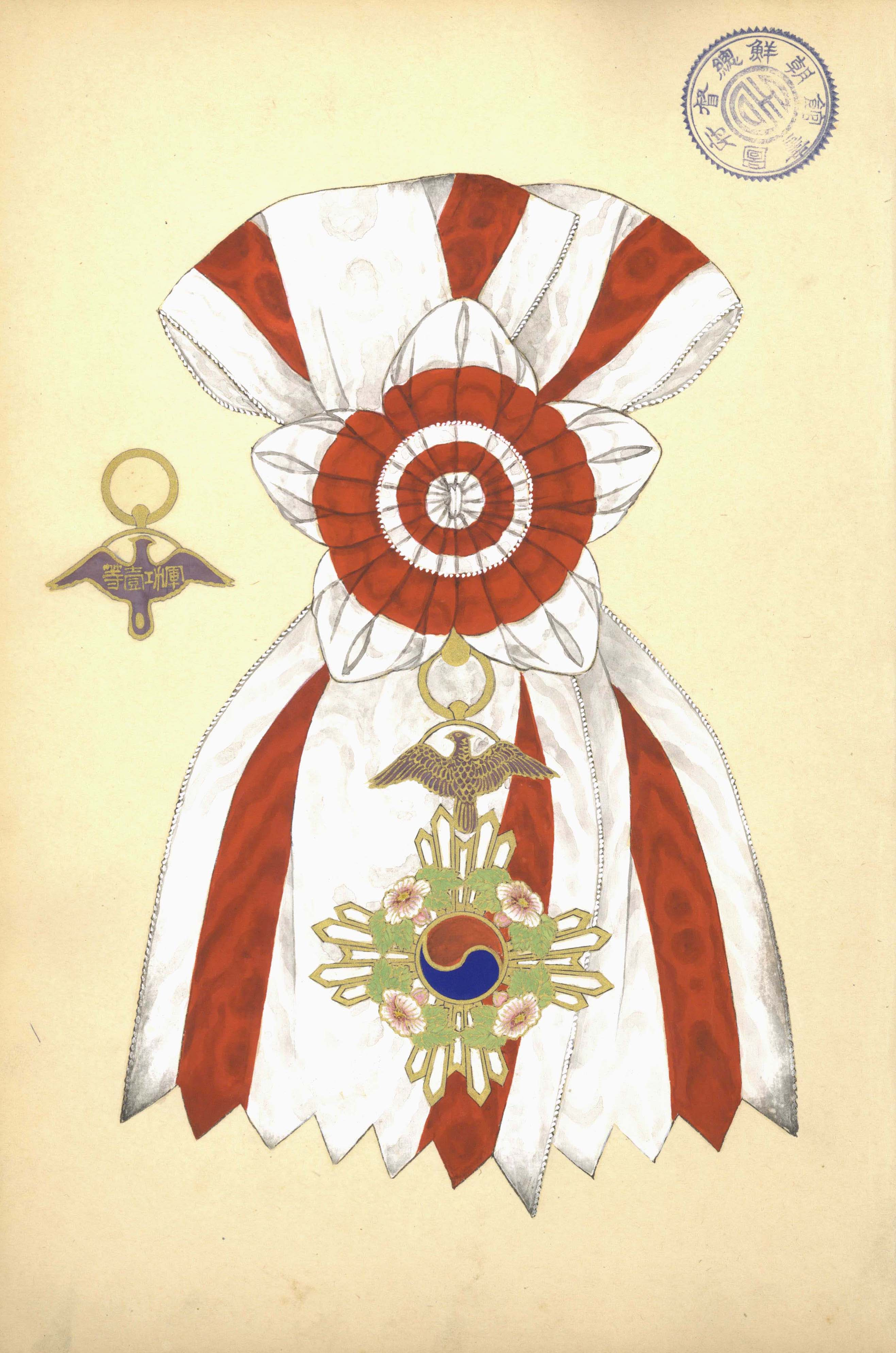
Écharpe de l'ordre
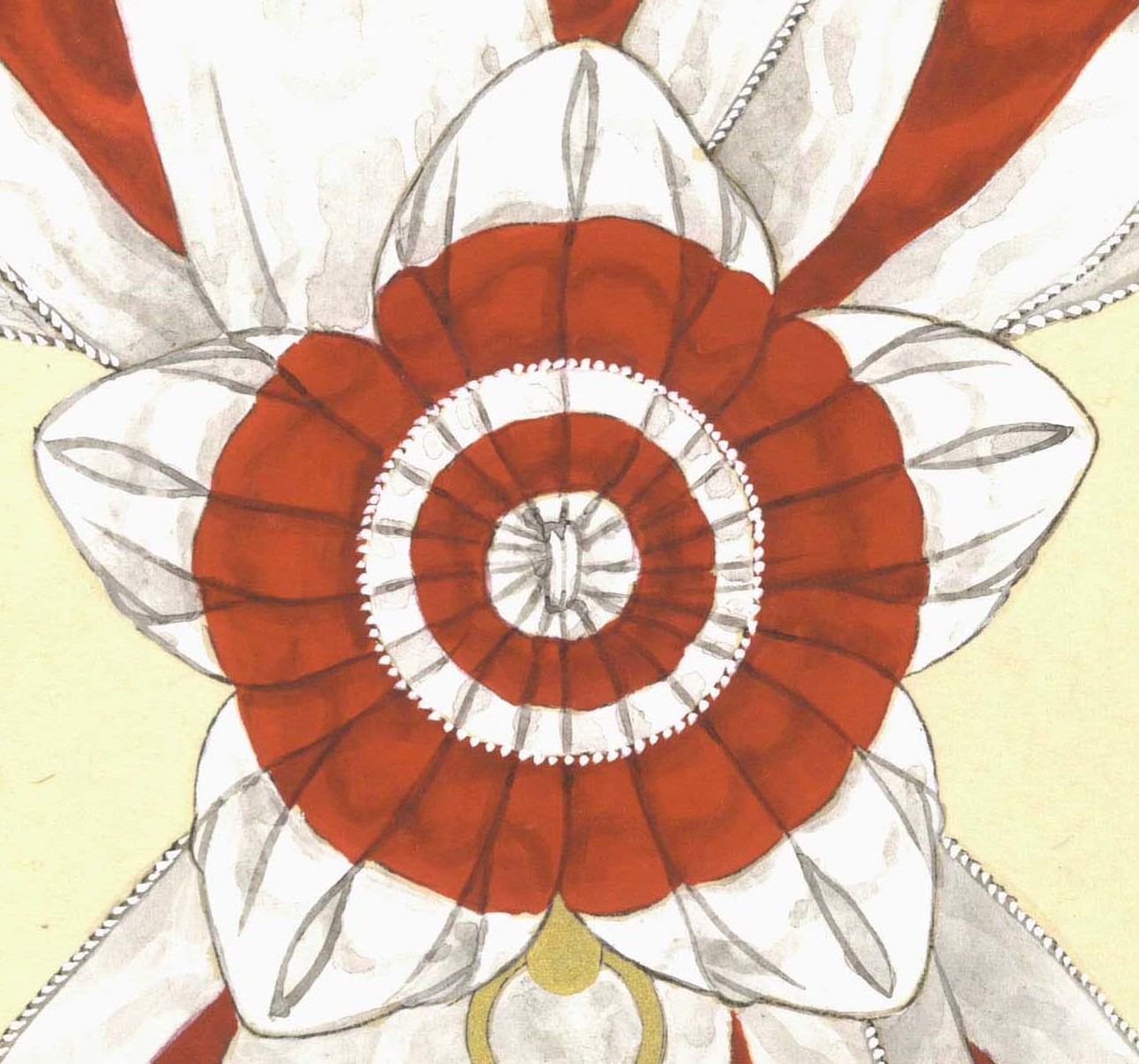
Rosette de l'écharpe de l'ordre

### 2ème classe

#### Médaille en plaque

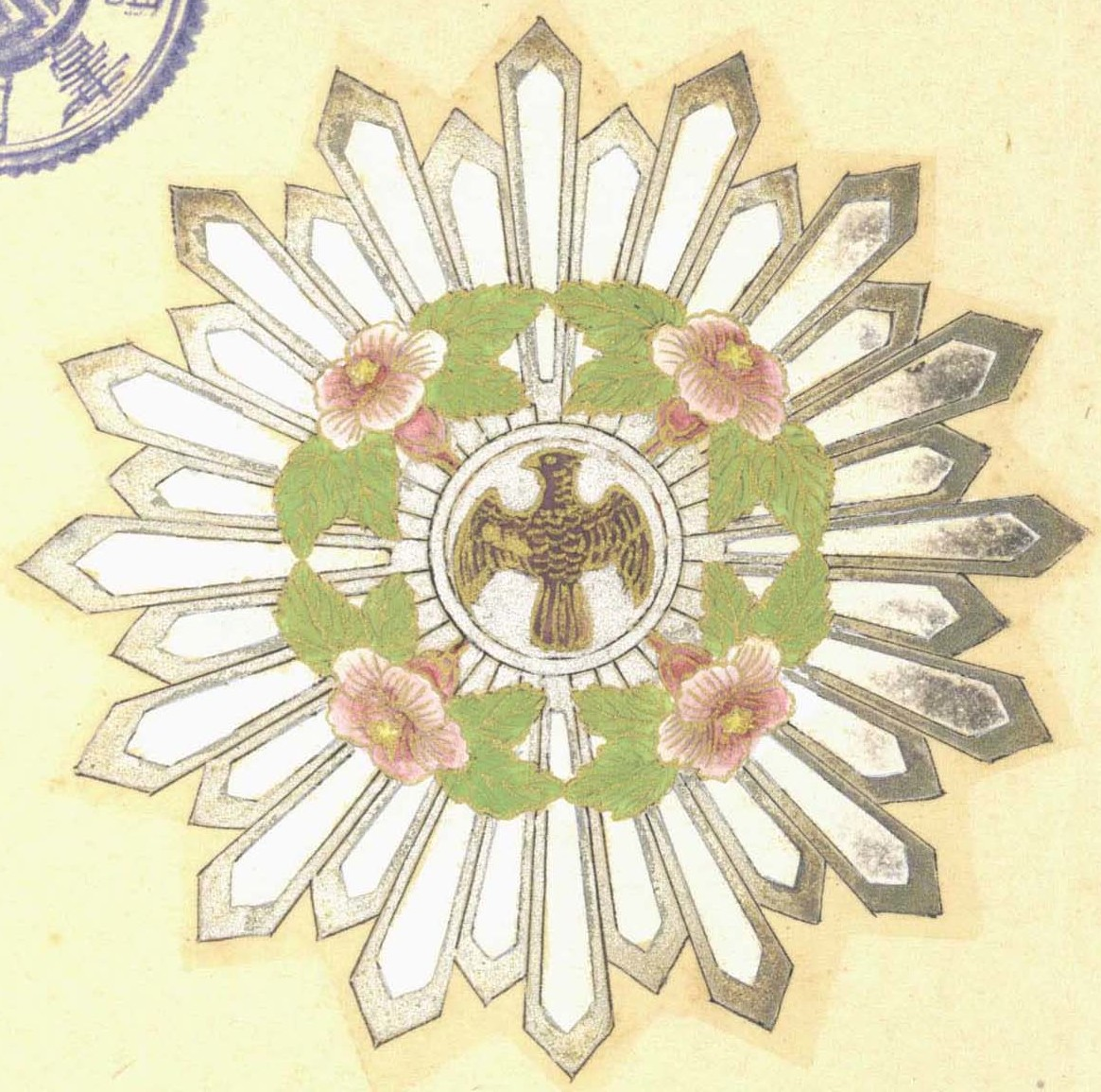
Médaille en plaque de l'ordre, 2ème classe, avers
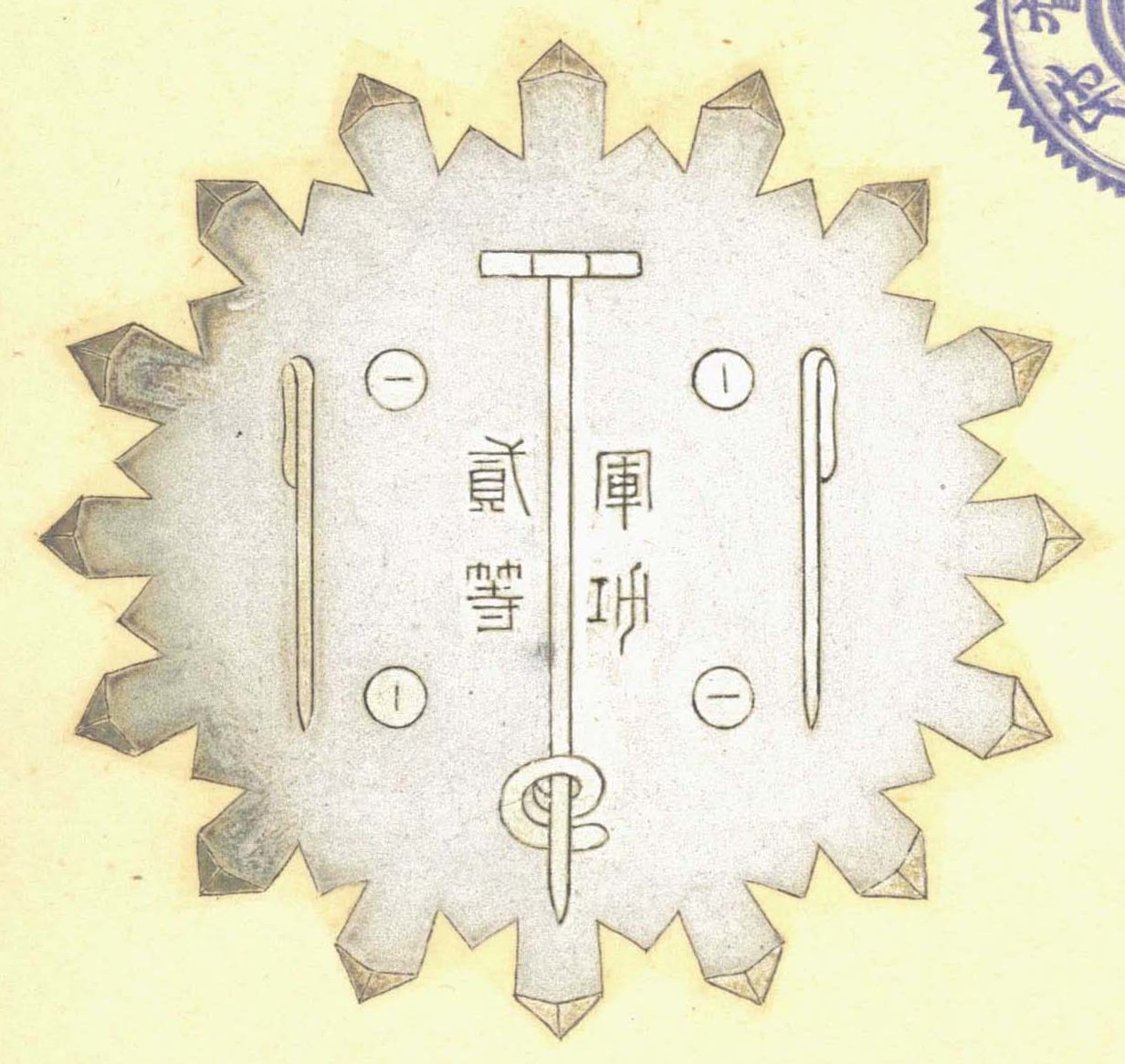
Médaille en plaque de l'ordre, 2ème classe, revers

### 3ème classe

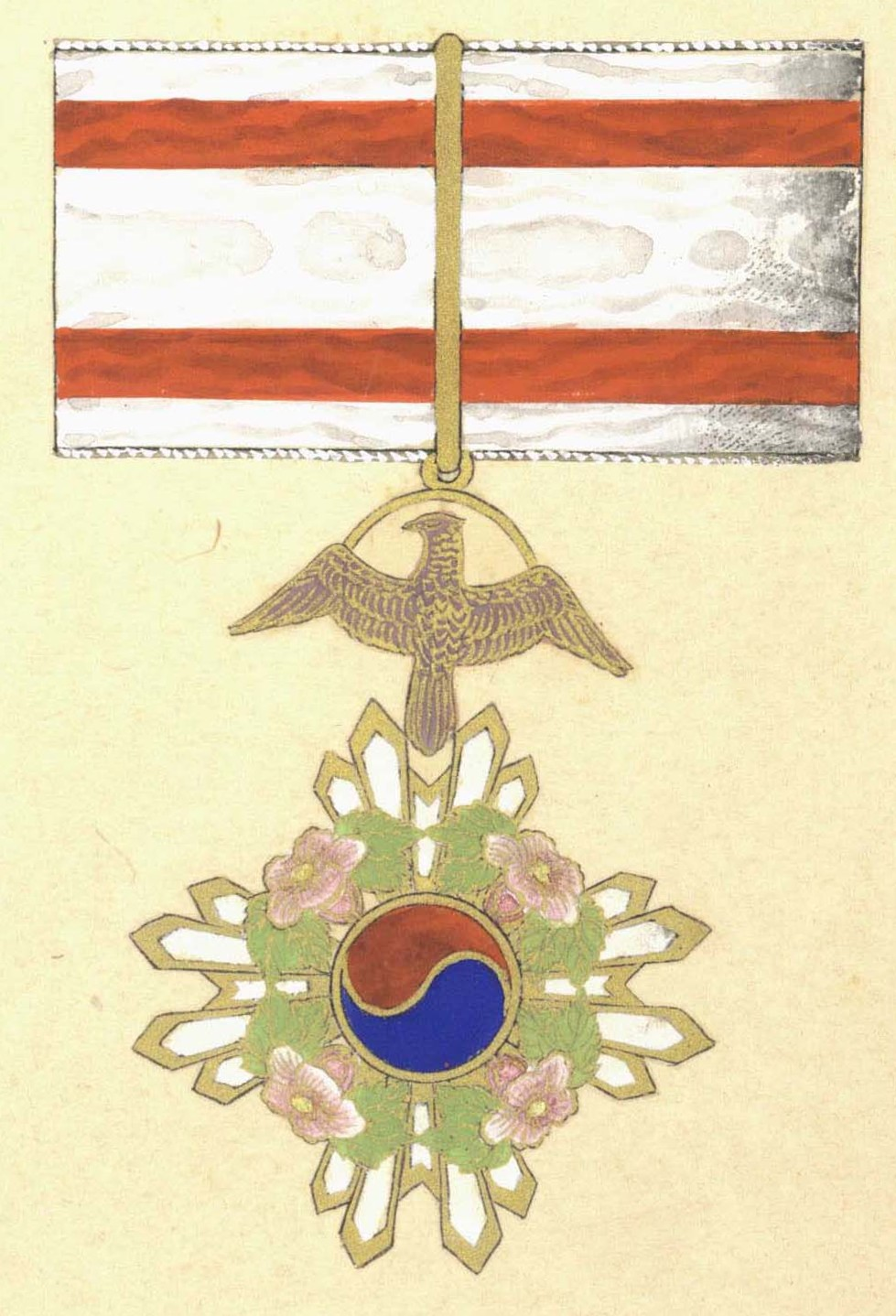
Médaille 3e classe, avers
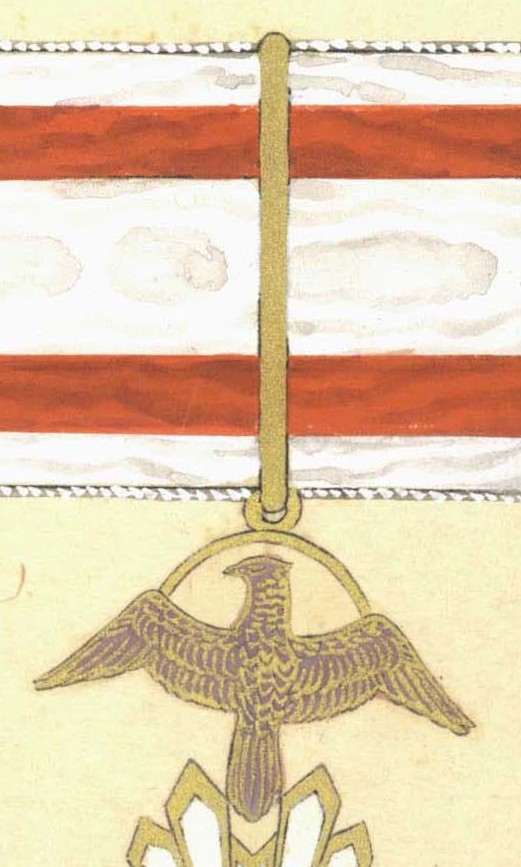
Suspension 3e classe, avers
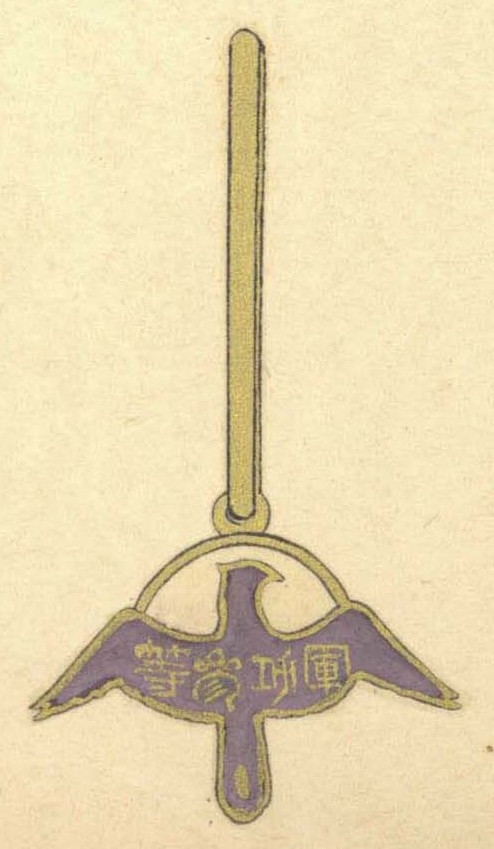
Suspension 3e classe, revers

### 4ème classe

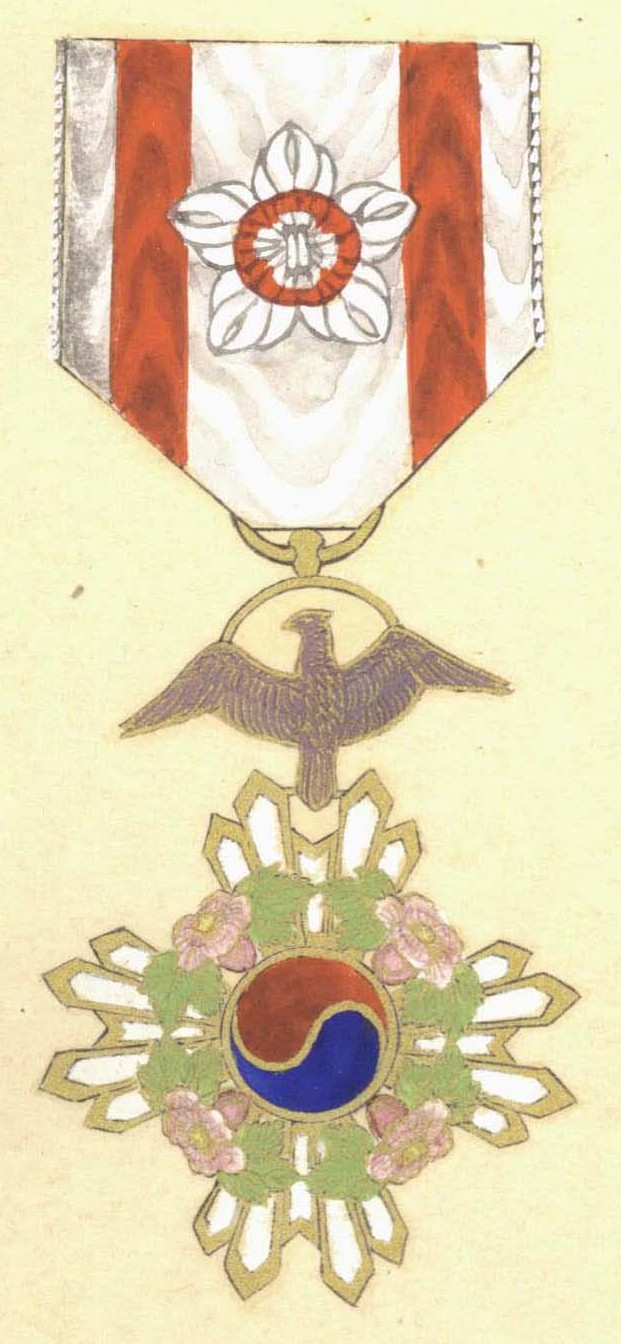
Médaille 4e classe, avers
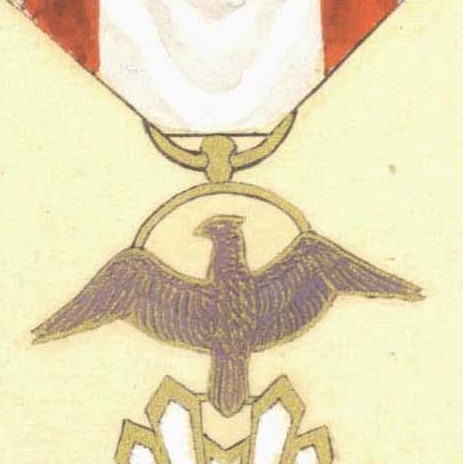
Suspension 4e classe, avers
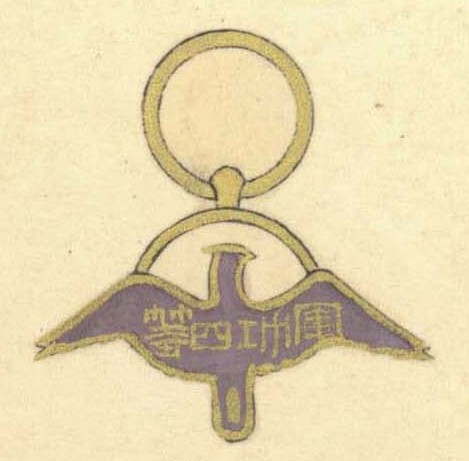
Suspension 4e classe, revers

### 5ème classe

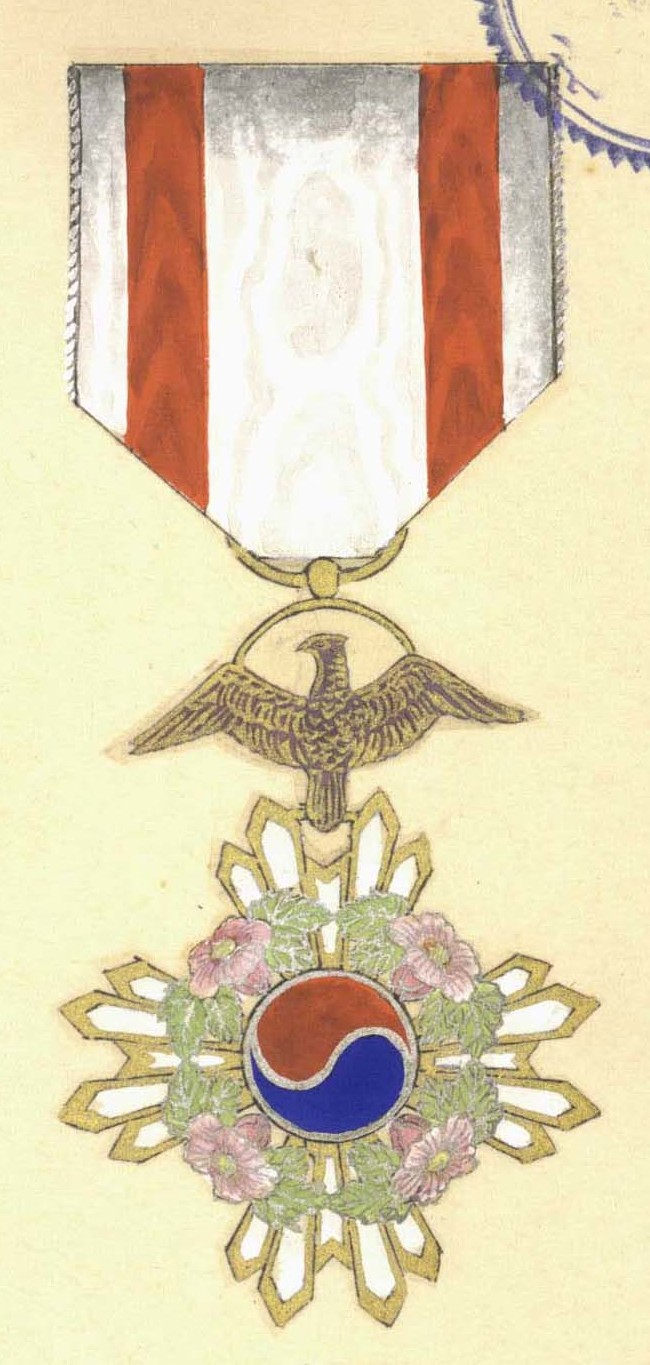
Médaille 4e classe, avers
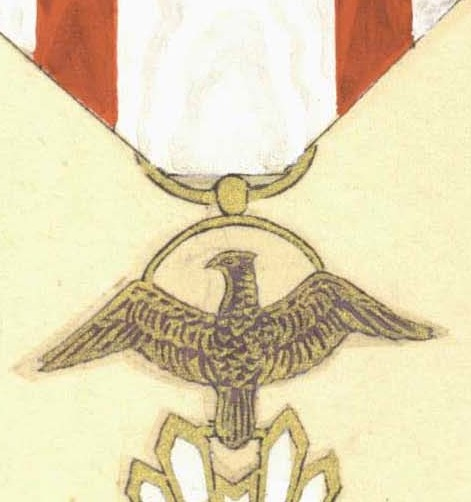
Suspension 5e classe, avers
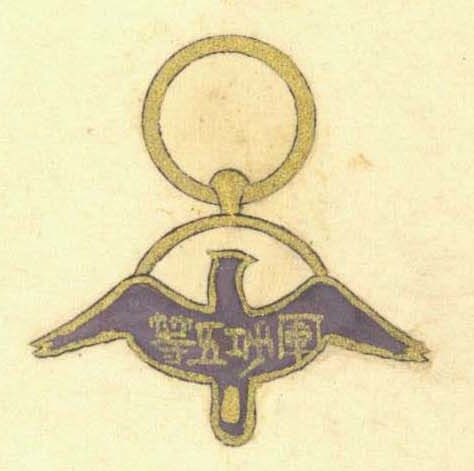
Suspension 5e classe, revers

### 6ème classe

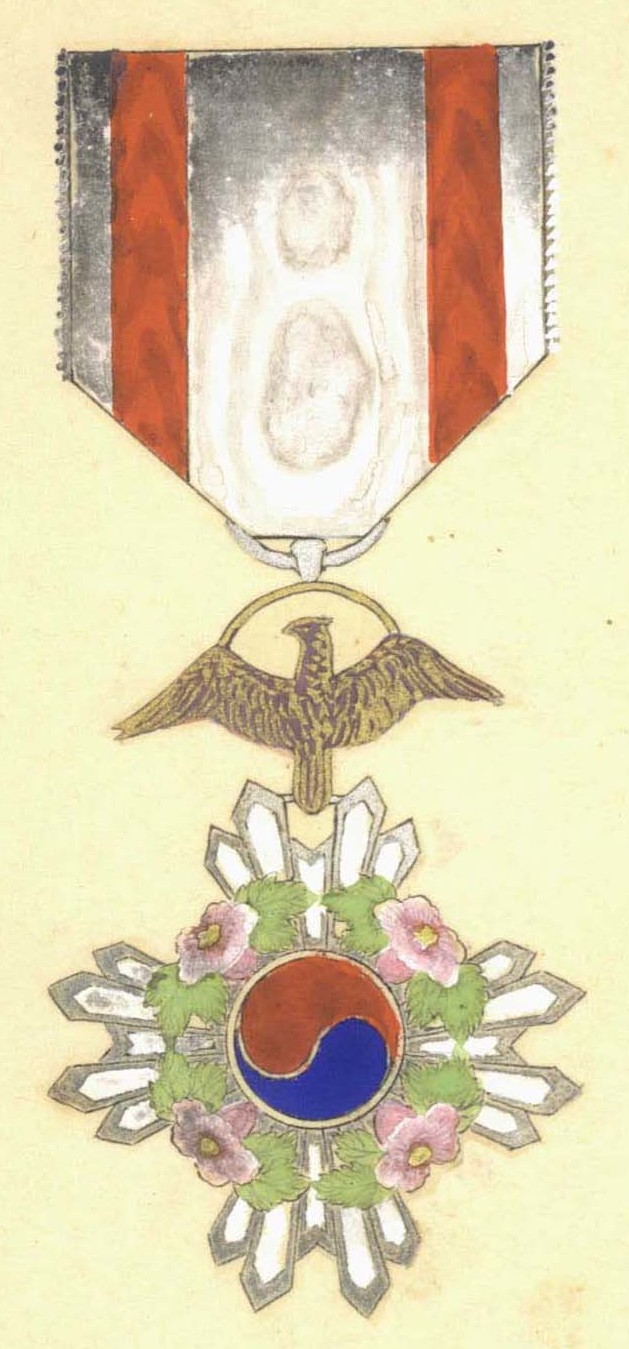
Médaille 4e classe, avers
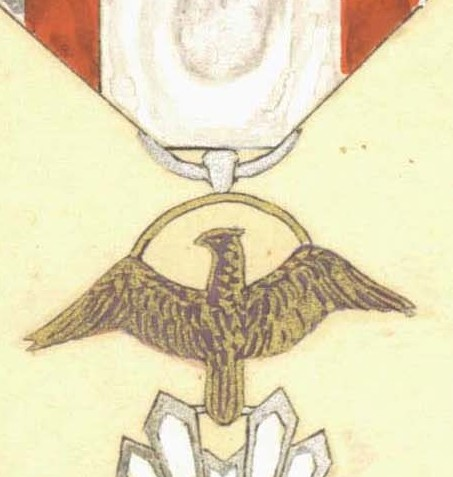
Suspension 4e classe, avers
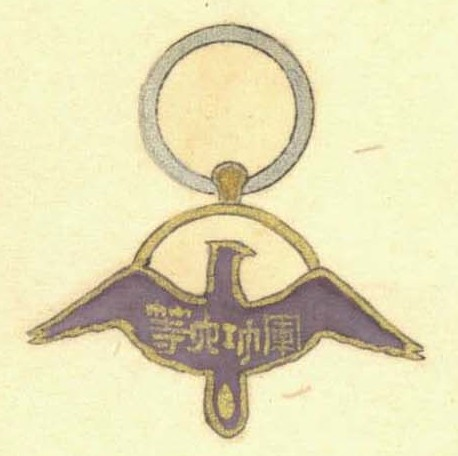
Suspension 4e classe, revers

### 7ème classe

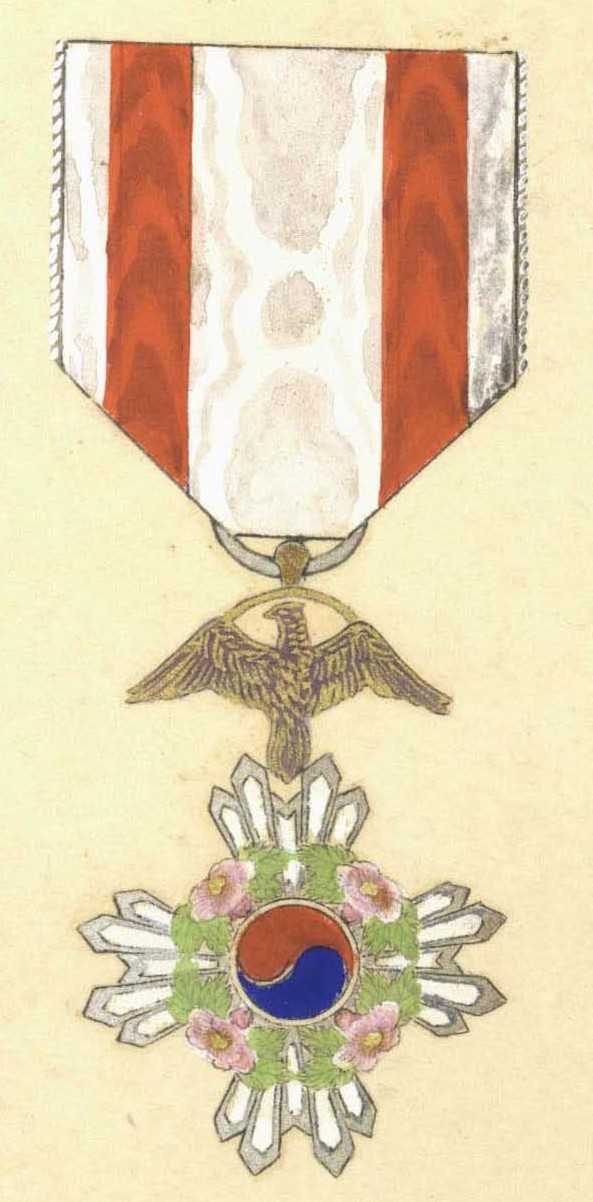
Médaille 4e classe, avers
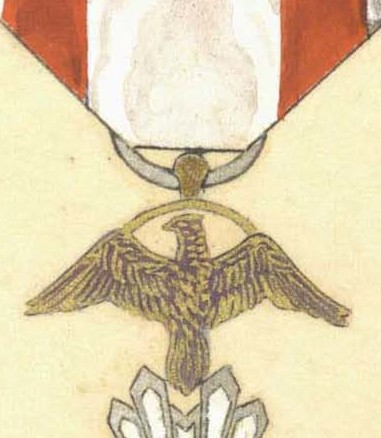
Suspension 4e classe, avers
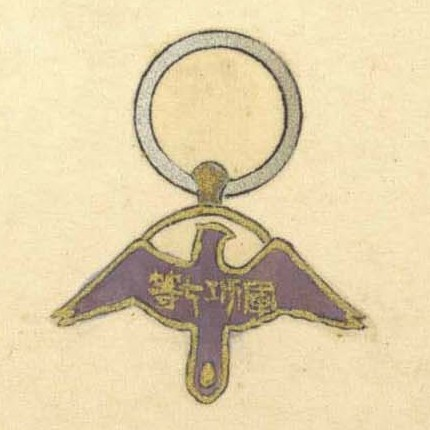
Suspension 4e classe, revers

### 8ème classe

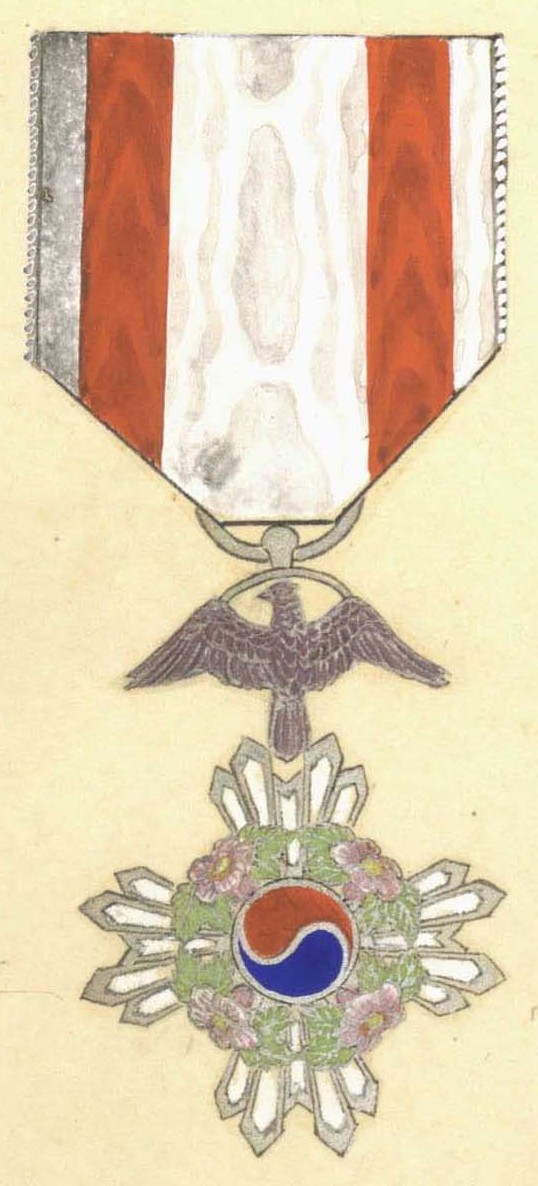
Médaille 4e classe, avers
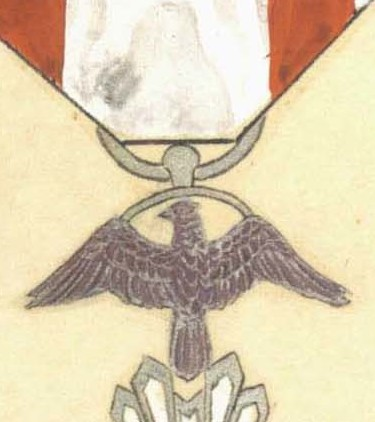
Suspension 4e classe, avers
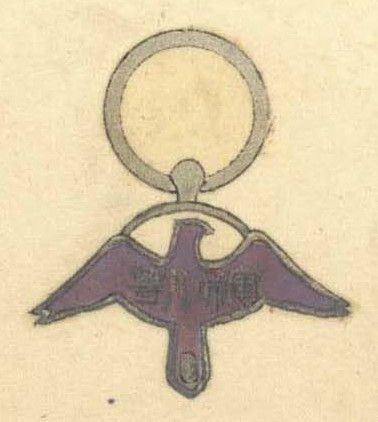
Suspension 4e classe, revers